# Archibald Geikie
Archibald Geikie, OM, PRS (Edimburgo, 28 de dezembro de 1835 — Haslemere, Surrey, 10 de novembro de 1924) foi um geólogo escocês.
Foi um dos principais teóricos sobre erosão fluvial. Irmão do também geólogo James Geikie (1839-1915). Foi presidente da Royal Society de 1908 a 1913.
Recebeu em 1895 a medalha Wollaston, concedida pela Sociedade Geológica de Londres. Foi secretário estrangeiro da Royal Society de 1890 a 1894, secretário de filiação de 1903 a 1908 e presidente de 1908 a 1913. Foi presidente da Sociedade Geológica de Londres em 1891 e 1892 e também da British Association (British Association for the Advancement of Science) em 1892.